# Chelicerca trica
Chelicerca trica is een insectensoort uit de familie Anisembiidae, die tot de orde webspinners (Embioptera) behoort. De soort komt voor in Mexico.
Chelicerca trica is voor het eerst wetenschappelijk beschreven door Ross in 2003.